# Kyle Busch
Pour les articles homonymes, voir Busch.
Statistiques en NASCAR Cup Series
Dernière mise à jour : 23 novembre 2023 
Kyle Thomas Busch (né le 2 mai 1985 à Las Vegas, dans le Nevada) est un pilote automobile américain de NASCAR.
Il participe aux championnats de la NASCAR Cup Series au volant de la Chevrolet Camaro no 8 de l'écurie Richard Childress Racing.
Il est également propriétaire de l'écurie Kyle Busch Motorsports (en) participant à la NASCAR Camping World Truck Series avec la Toyota Tundra no 51 (ToyotaCare) qu'il pilote en compagnie d'Erik Jones.
Busch a décroché deux titres de champion en NASCAR Cup Series (2015 et 2019) et un en NASCAR Xfinity Series (2009). 
Il est surnommé « Rowdy » ou « Wild Thing » en référence à sa manière de conduire, « KFB » en référence au nom de l'écurie dont il est propriétaire mais également « The Candy Man » en référence au sponsoring de la société Mars via sa filiale M&M's.
Son frère aîné Kurt Busch a également remporté la NASCAR Cup Series en 2004.

## Carrière en NASCAR
Busch détient plusieurs records en NASCAR :
- Record du plus grand nombre de victoires sur une saison (28 en 2010) pour les trois séries majeures de la NASCAR (Cup, Xfinity et Truck Series) ;
- Au 17 avril 2022, il détient également le record du plus grand nombre de victoires (223) dans les trois séries majeures de la NASCAR ;
- Record du plus grand nombre de victoires en Xfinity Series en une saison (13 en 2010) ;
- Record du plus grand nombre de victoires en Xfinity Series en carrière (102) ;
- Record du plus grand nombre de victoires en Truck Series en carrière (61) ;
- Record du plus grand nombre de tours en tête (32) lors d'un Daytona 500 disputé sans le gagner (Tony Stewart en avait mené 31).

Busch, qui a commencé sa carrière en NASCAR en 2003, est un des six pilotes à avoir gagné un championnat en Cup et en Xfinity Series.  
À l'âge de 19 ans et 317 jours, Busch devient le plus jeune pilote de NASCAR à prendre le départ d'une course de Cup Series en pole position (Auto Club 500 du 27 février 2005 (en) sur le California Speedway). 
En 2006, il est le plus jeune pilote à se qualifier pour le Chase en Cup Series. 
Busch devient le premier pilote à remporter une course (à l'Atlanta Motor Speedway en 2008) et un championnat (saison 2015) en Cup Series au volant d'une Toyota. 
En 2005, il devient le 14e pilote (sur les 31 possibles) à avoir gagné au moins une course dans les trois catégories majeures de la NASCAR.  
En 2009, Busch devient le premier pilote à remporter deux des courses majeures de NASCAR disputées le même jour (sur l'Auto Club Speedway) et en 2010, il devient le premier pilote à remporter les courses des trois catégories majeures de la NASCAR disputées au cours du même weekend (sur l'ovale de Bristol), répétant cette performance en 2017 sur le même circuit. 
Busch remporte le Crown Royal Presents the Russell Friedman 400 de 2009 (en) sur le Richmond International Raceway le jour de ses 24 ans. Douze ans plus tard, à l'occasion de son 36e anniversaire, il remporte la Buschy McBusch Race 400 sur le Kansas Speedway. 
Il est le seul pilote à avoir remporté quatre courses printanières consécutives sur le Richmond International Raceway (2009-2012).  
Il a également été le premier vainqueur de la première course de Cup Series disputée sur le Kentucky Speedway (en 2011).
À Dover, le 6 mai 2019, il égalise le record de Morgan Shepherd (en) relatif au nombre de classement consécutifs dans le Top 10  lors des premières courses d'une saison (classé dans le Top 10 lors des 11 premières courses de la saison 2019). 
Avec sa victoire obtenue le 17 avril 2022 à Bristol, il égalise le record du nombre de saisons consécutives avec au moins 1 victoire (18 saisons) détenu par Richard Petty et il devient ainsi le seul pilote de l'histoire à avoir remporté 60 victoires dans chacune des 3 séries majeures de NASCAR. 
En 2010, Kyle Busch Motorsports (en) devient la première écurie de Truck Series à remporter le championnat lors de sa première saison, affichant un bilan de huit victoires, 16 Top 5 et 21 Top 10 sur la saison. 

### Le titre en 2015
Le 21 février 2015, la veille du Daytona 500, Kyle Busch se blesse en tapant un mur sans protection lors de la course d'Xfinity Series disputée sur le Daytona International Speedway. À la suite de cette blessure, il rate les onze premières courses de la saison. Il remporte sa première victoire de la saison le 28 juin 2015 sur le Sonoma Raceway soit cinq courses après son retour de blessure. Deux semaines plus tard, il gagne sur le Kentucky Speedway et enchaine avec deux autres victoires sur le New Hampshire Motor Speedway et sur l'ovale mythique de l'Indianapolis Motor Speedway. C'est la première fois depuis Jimmie Johnson en 2007 qu'un pilote gagne trois courses de suite. Le 22 novembre 2015, il gagne le Chase disputé sur le Homestead-Miami Speedway et devient le champion 2015 de la NASCAR Cup Series.

### Statistiques
| Année  | Voiture   | #      | Équipe                   | Courses | Victoires | Top 5 | Top 10 | Poles | Classement |
| ------ | --------- | ------ | ------------------------ | ------- | --------- | ----- | ------ | ----- | ---------- |
| 2003   | Chevrolet | 60     | Hendrick Motorsports     | 0       | 0         | 0     | 0      | 0     | NC         |
| 2004   | Chevrolet | 84     | Hendrick Motorsports     | 6       | 0         | 0     | 0      | 0     | 52e        |
| 2005   | Chevrolet | 5      | Hendrick Motorsports     | 36      | 2         | 9     | 13     | 1     | 20e        |
| 2006   | Chevrolet | 5      | Hendrick Motorsports     | 36      | 1         | 10    | 18     | 1     | 10e        |
| 2007   | Chevrolet | 5      | Hendrick Motorsports     | 36      | 1         | 11    | 20     | 0     | 5e         |
| 2008   | Toyota    | 18     | Joe Gibbs Racing         | 36      | 8         | 17    | 21     | 2     | 10e        |
| 2009   | Toyota    | 18     | Joe Gibbs Racing         | 36      | 4         | 9     | 13     | 1     | 13e        |
| 2010   | Toyota    | 18     | Joe Gibbs Racing         | 36      | 3         | 10    | 18     | 2     | 8e         |
| 2011   | Toyota    | 18     | Joe Gibbs Racing         | 35      | 4         | 14    | 18     | 1     | 12e        |
| 2012   | Toyota    | 18     | Joe Gibbs Racing         | 36      | 1         | 13    | 20     | 2     | 13e        |
| 2013   | Toyota    | 18     | Joe Gibbs Racing         | 36      | 4         | 16    | 22     | 3     | 4e         |
| 2014   | Toyota    | 18     | Joe Gibbs Racing         | 36      | 1         | 9     | 15     | 3     | 10e        |
| 2015   | Toyota    | 18     | Joe Gibbs Racing         | 25      | 5         | 12    | 16     | 1     | 1er        |
| 2016   | Toyota    | 18     | Joe Gibbs Racing         | 36      | 4         | 17    | 25     | 2     | 3e         |
| 2017   | Toyota    | 18     | Joe Gibbs Racing         | 36      | 5         | 14    | 22     | 8     | 2e         |
| 2018   | Toyota    | 18     | Joe Gibbs Racing         | 36      | 8         | 22    | 28     | 4     | 4e         |
| 2019   | Toyota    | 18     | Joe Gibbs Racing         | 36      | 5         | 17    | 27     | 1     | 1er        |
| 2020   | Toyota    | 18     | Joe Gibbs Racing         | 36      | 1         | 14    | 20     | 0     | 8e         |
| 2021   | Toyota    | 18     | Joe Gibbs Racing         | 36      | 2         | 14    | 22     | 0     | 9e         |
| 2022   | Toyota    | 18     | Joe Gibbs Racing         | 36      | 1         | 8     | 17     | 0     | 13e        |
| 2023   | Chevrolet | 8      | Richard Childress Racing | 36      | 3         | 10    | 17     | 1     | 14e        |
| Totaux | Totaux    | Totaux | Totaux                   | 678     | 63        | 246   | 372    | 33    | -          |

| Année  | Voiture   | #      | Équipe                 | Courses | Victoires | Top 5 | Top 10 | Poles | Classement |
| ------ | --------- | ------ | ---------------------- | ------- | --------- | ----- | ------ | ----- | ---------- |
| 2003   | Chevrolet | 87     | Hendrick Motorsports   | 7       | 0         | 2     | 3      | 0     | 48e        |
| 2004   | Chevrolet | 5      | Hendrick Motorsports   | 34      | 5         | 16    | 22     | 5     | 2e         |
| 2005   | Chevrolet | 5      | Hendrick Motorsports   | 14      | 1         | 2     | 3      | 1     | 44e        |
| 2006   | Chevrolet | 5      | Hendrick Motorsports   | 34      | 1         | 4     | 12     | 2     | 7e         |
| 2007   | Chevrolet | 5      | Hendrick Motorsports   | 19      | 4         | 14    | 16     | 3     | 16e        |
| 2008   | Toyota    | 18     | Joe Gibbs Racing       | 16      | 8         | 12    | 13     | 4     | 6e         |
| 2008   | Toyota    | 32     | Braun Racing           | 10      | 1         | 4     | 5      | 4     | 6e         |
| 2008   | Toyota    | 20     | Joe Gibbs Racing       | 3       | 1         | 1     | 1      | 4     | 6e         |
| 2008   | Toyota    | 92     | D'Hondt Motorsports    | 1       | 0         | 1     | 1      | 4     | 6e         |
| 2009   | Toyota    | 18     | Joe Gibbs Racing       | 35      | 9         | 25    | 30     | 3     | 1er        |
| 2010   | Toyota    | 18     | Joe Gibbs Racing       | 29      | 13        | 22    | 25     | 3     | 3e         |
| 2011   | Toyota    | 18     | Joe Gibbs Racing       | 20      | 8         | 17    | 18     | 2     | NC         |
| 2012   | Toyota    | 54     | Kyle Busch Motorsports | 22      | 0         | 9     | 14     | 3     | NC         |
| 2013   | Toyota    | 54     | Joe Gibbs Racing       | 26      | 12        | 21    | 22     | 10    | NC         |
| 2014   | Toyota    | 54     | Joe Gibbs Racing       | 26      | 7         | 25    | 25     | 7     | NC         |
| 2015   | Toyota    | 54     | Joe Gibbs Racing       | 15      | 6         | 11    | 11     | 5     | NC         |
| 2016   | Toyota    | 18     | Joe Gibbs Racing       | 17      | 10        | 14    | 14     | 9     | NC         |
| 2017   | Toyota    | 18     | Joe Gibbs Racing       | 10      | 5         | 8     | 9      | 7     | NC         |
| 2018   | Toyota    | 18     | Joe Gibbs Racing       | 7       | 1         | 3     | 5      | 1     | NC         |
| 2019   | Toyota    | 18     | Joe Gibbs Racing       | 7       | 4         | 5     | 5      | 2     | NC         |
| 2020   | Toyota    | 20     | Joe Gibbs Racing       | 5       | 1         | 4     | 4      | 1     | NC         |
| 2021   | Toyota    | 20     | Joe Gibbs Racing       | 5       | 5         | 5     | 5      | 2     | NC         |
| 2023   | Chevrolet | 10     | Kaulig Racing          | 4       | 0         | 1     | 3      | 0     | NC         |
| Totaux | Totaux    | Totaux | Totaux                 | 366     | 102       | 226   | 266    | 70    | -          |

| Année  | Voiture   | #      | Équipe                    | Courses | Victoires | Top 5 | Top 10 | Poles | Classement |
| ------ | --------- | ------ | ------------------------- | ------- | --------- | ----- | ------ | ----- | ---------- |
| 2001   | Ford      | 99     | Roush Racing              | 6       | 0         | 0     | 2      | 0     | 42e        |
| 2004   | Chevrolet | 47     | Morgan-Dollar Motorsports | 1       | 0         | 0     | 0      | 0     | NC         |
| 2005   | Chevrolet | 15     | Billy Ballew Motorsports  | 11      | 3         | 7     | 9      | 1     | 27e        |
| 2006   | Chevrolet | 51     | Billy Ballew Motorsports  | 2       | 1         | 1     | 2      | 0     | 32e        |
| 2006   | Chevrolet | 15     | Billy Ballew Motorsports  | 5       | 0         | 2     | 5      | 0     | 32e        |
| 2007   | Chevrolet | 51     | Billy Ballew Motorsports  | 11      | 2         | 4     | 4      | 0     | 26e        |
| 2008   | Toyota    | 51     | Billy Ballew Motorsports  | 18      | 3         | 10    | 16     | 1     | 14e        |
| 2009   | Toyota    | 51     | Billy Ballew Motorsports  | 15      | 7         | 11    | 13     | 2     | 17e        |
| 2010   | Toyota    | 18     | Kyle Busch Motorsports    | 16      | 8         | 12    | 14     | 6     | 14e        |
| 2011   | Toyota    | 18     | Kyle Busch Motorsports    | 16      | 6         | 11    | 13     | 2     | NC         |
| 2012   | Toyota    | 18     | Kyle Busch Motorsports    | 3       | 0         | 3     | 3      | 0     | NC         |
| 2013   | Toyota    | 51     | Kyle Busch Motorsports    | 11      | 5         | 8     | 9      | 0     | NC         |
| 2014   | Toyota    | 51     | Kyle Busch Motorsports    | 10      | 7         | 9     | 9      | 4     | NC         |
| 2015   | Toyota    | 51     | Kyle Busch Motorsports    | 3       | 2         | 2     | 2      | 1     | NC         |
| 2015   | Toyota    | 54     | Kyle Busch Motorsports    | 1       | 0         | 1     | 1      | 1     | NC         |
| 2016   | Toyota    | 18     | Kyle Busch Motorsports    | 4       | 2         | 3     | 3      | 0     | NC         |
| 2017   | Toyota    | 51     | Kyle Busch Motorsports    | 5       | 2         | 3     | 3      | 1     | NC         |
| 2017   | Toyota    | 46     | Kyle Busch Motorsports    | 2       | 1         | 1     | 2      | 1     | NC         |
| 2018   | Toyota    | 4      | Kyle Busch Motorsports    | 2       | 0         | 1     | 1      | 3     | NC         |
| 2018   | Toyota    | 51     | Kyle Busch Motorsports    | 3       | 2         | 3     | 3      | 3     | NC         |
| 2019   | Toyota    | 51     | Kyle Busch Motorsports    | 5       | 5         | 5     | 5      | 1     | NC         |
| 2020   | Toyota    | 51     | Kyle Busch Motorsports    | 5       | 3         | 4     | 4      | 0     | NC         |
| 2021   | Toyota    | 51     | Kyle Busch Motorsports    | 5       | 2         | 5     | 5      | 0     | NC         |
| 2022   | Toyota    | 51     | Kyle Busch Motorsports    | 5       | 1         | 4     | 5      | 0     | NC         |
| 2023   | Chevrolet | 51     | Kyle Busch Motorsports    | 5       | 2         | 4     | 5      | 1     | NC         |
| Totaux | Totaux    | Totaux | Totaux                    | 170     | 64        | 115   | 138    | 23    | -          |

## Identité visuelle

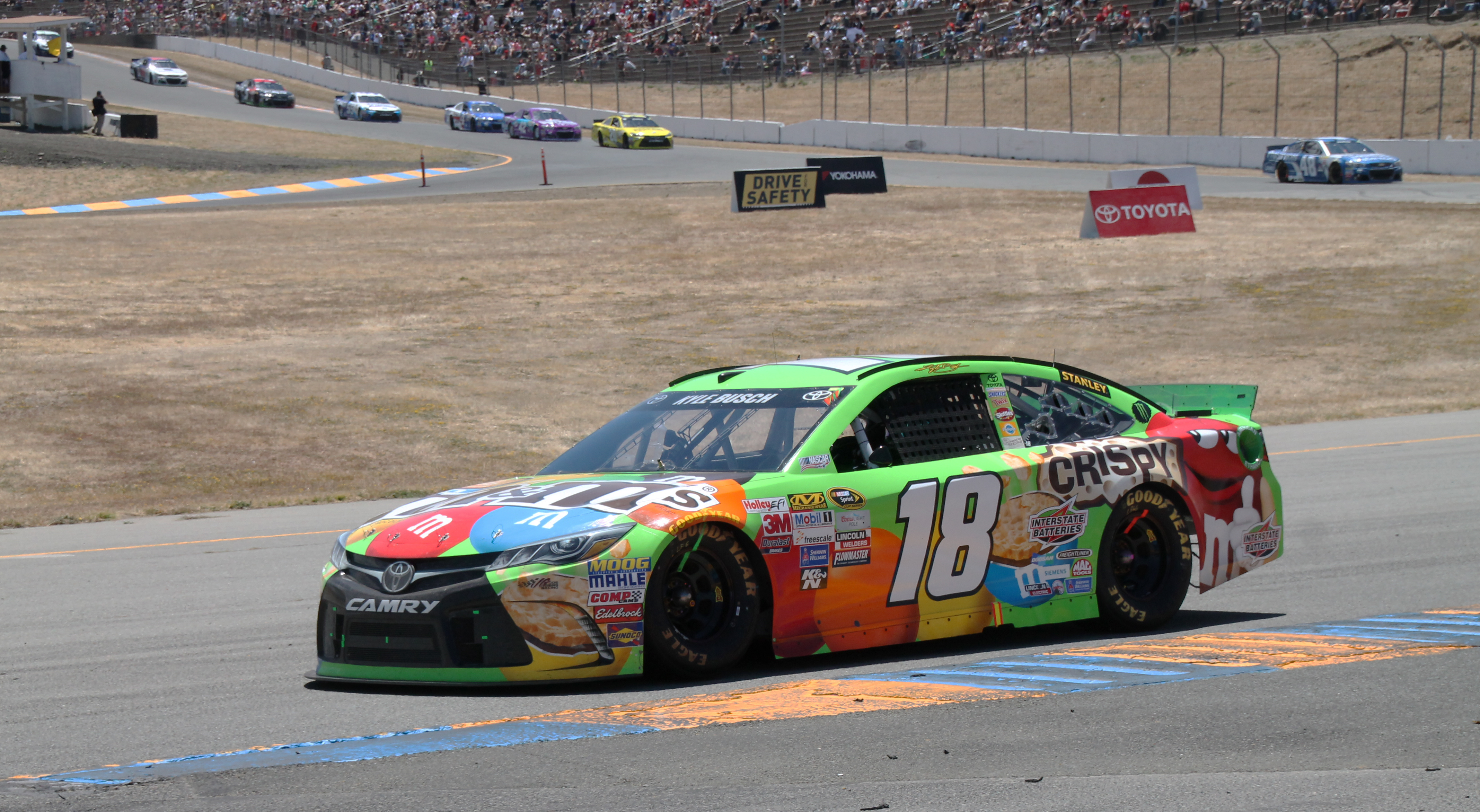
Kyle à Sonoma en 2015.
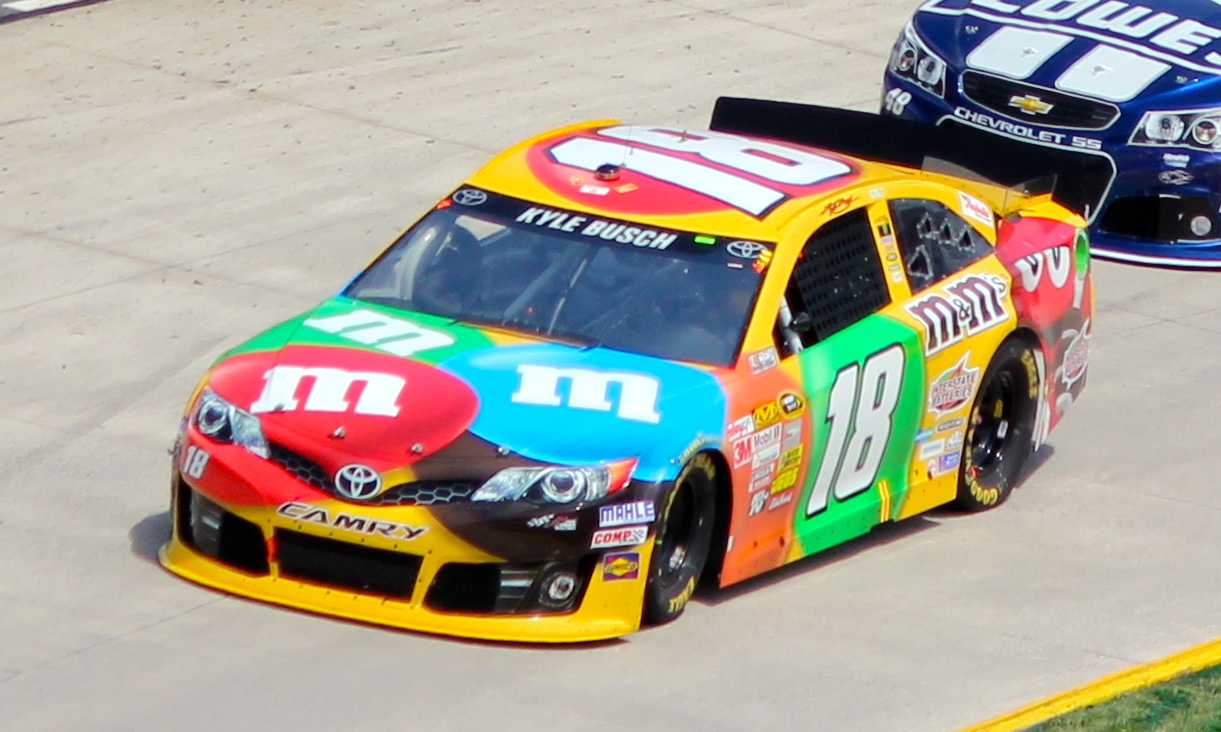
Kyle Busch, lors des STP Gas Booster 500 sur le Martinsville Speedway en 2013

## Œuvres caritatives
En 2006, Busch fonde la Kyle Busch Foundation à la suite d'une visite au Hôme St. John de Grand Rapids dans le Michigan. Cette fondation se consacre à fournir des outils essentiels aux enfants les moins fortunés de tout le pays. Busch a également conclu des accords de parrainage pour cette fondation avec les sociétés Monster Energy et Electric Visual, qui le sponsorisaient.
Au cours de la saison 2008, Busch annonce le programme « Kyle's Miles » en association avec la société Pedigree pour aider les chiens se trouvant dans les refuges et les organisations s'y rapportant.
Après la première victoire de Busch en Cup Series en Californie le 4 septembre 2005, lui et le propriétaire de sa voiture Rick Hendrick ont fait don de leurs gains à la Croix-Rouge américaine pour aider les personnes se retrouvant dans le besoin à la suite de l'ouragan Katrina. À la suite de cette action, Busch a été invité dans The Oprah Winfrey Show attirant l'attention et les éloges du public.

## Vie privée
Kyle Busch a épousé Samantha Sarcinella le 31 décembre 2010 à Chicago. Le mariage a été présenté dans une émission spéciale d'une heure sur Style Network (en). Sarcinella est originaire de St. John dans l'Indiana et est diplômée en psychologie de l'université Purdue. Leur fils, Brexton Locke Busch, est né le 18 mai 2015.
Il est souvent surnommé « Shrub », comme le frère cadet de Kurt Busch, bush signifiant buisson et un petit buisson (arbuste) étant appelé shrub en anglais . Busch utilise également le surnom de "Rowdy", en référence à Rowdy Burns, personnage de Days of Thunder.